# Bland-Allison Act
Pour les articles homonymes, voir Bland et Allison.
Le Bland-Allison Act est une loi fédérale votée par le Congrès des États-Unis en 1878, malgré l'opposition du président Rutherford B. Hayes, pour tenter de relancer 
l'économie américaine, déprimée par cinq années de récession qui avaient suivi le krach de 1873. La loi revient en particulier sur les dispositions du Coinage Act of 1873, appelé dit « crime de 1873 » par ses opposants, en vertu duquel les États-Unis étaient passé du bimétallisme à un système plus proche de l'étalon-or. La loi entre en vigueur le 23 février 1878 après que le Congrès a surpassé le véto du président.

## Histoire
La production américaine d'argent-métal avait inondé le marché mondial en raison de l'ouverture de multiples petites mines artisanales un peu partout dans l'Ouest américain. Dans le sillage des réglementations favorisant la Conquête de l'Ouest, comme la Specie Circular, le gouvernement s'était en effet engagé à la Libre frappe de la monnaie, principe consistant à racheter son argent-métal à quiconque en rapportait dans un hôtel des monnaies, en lui donnant en échange le poids équivalent sous forme de pièces de monnaie. Au nom du bimétallisme, l'argent faisait partie des réserves du pays garantissant sa monnaie.
Du coup, le métal était devenu très abondant et sa valeur avait fortement baissé: de nombreuses pièces d'argent valaient en réalité, de par leur poids en métal, beaucoup moins cher que leur valeur officielle. 
Par le Bland-Allison Act, le congrès des États-Unis voulait donner un premier coup de frein à la frappe de monnaie, pour qu'elle cesse de se dévaluer, tout en montrant aux propriétaires de mines qu'il ne les abandonnait pas.
Le congrès des États-Unis voulait montrer aussi qu'il ne s'orientait pas vers une politique déflationniste de baisse de la quantité de monnaie, alors que la population américaine était en très forte expansion. Le Bland-Allison Act obligeait le Trésor américain à acheter chaque mois pour 2 millions de dollars d'argent métal destinés à la frappe de monnaie.
Le Sherman Silver Purchase Act a été voté douze ans plus tard, dans la continuité du Bland-Allison Act. Mais cette fois, l'obligation n'est plus libellée en dollars, mais en volume: le gouvernement doit acheter 4,5 millions d’onces d’argent tous les mois. 